# روبرت بيرن (صحفي)
روبرت بيرن (بالإنجليزية: Robert Byrne)‏ هو صحفي أمريكي، ولد في 20 أبريل 1928 في نيويورك في الولايات المتحدة، وتوفي في 12 أبريل 2013 في أوسينينغ في الولايات المتحدة بسبب مرض باركنسون.

## وصلات خارجية
- روبرت بيرن على موقع مباريات الشطرنج (الإنجليزية)
- روبرت بيرن على موقع 365Chess.com (الإنجليزية)
- روبرت بيرن على موقع Chesstempo.com (الإنجليزية)
- روبرت بيرن على موقع الاتحاد الأمريكي للشطرنج (الإنجليزية)
- روبرت بيرن سجل أولمبياد الشطرنج على موقع OlimpBase.org (الإنجليزية)